# Clément de Coëtquen
Clément de Coëtquen, mort en 1244, est évêque de Dol de 1231 à 1241.

## Biographie
Clément de Coëtquen également dénommé Clément de Vitré  est chanoine et archidiacre de Dol-de-Bretagne. Nommé évêque en 1231 il dirige le diocèse pendant 10 ans avant de résigner son siège épiscopal en 1241.
Il se retire alors à l'abbaye Saint-Père-en-Vallée à Chartres où il meurt un 9 octobre selon l'obituaire de Dol, sans précision de l'année.